# Charles Fleetwood
Charles Fleetwood, född omkring 1618, död den 4 oktober 1692, var en engelsk krigare och statsman. Han var bror till George Fleetwood och son till Miles Fleetwood (1576–1640) och Anne Luke.
Fleetwood ingick vid earlen av Essex livgarde och avancerade sedan under inbördeskriget raskt i parlamentets här och blev 1644 överste för ett rytteriregemente samt spelade 1646 som ivrig independent en framträdande roll under tvisterna mellan hären och parlamentet. 
Han blev redan 1644 parlamentsledamot och samma år överskattmästare för förmyndarregeringen och 1647 generallöjtnant och riksråd.
År 1650 utmärkte han sig mot skottarna vid Dunbar, blev 1651 medlem av statsrådet och förde samma år närmast under Cromwell befäl i slaget vid Worcester. 
Cromwells dotter Bridget, som samma år blev änka efter Ireton, ingick 1652 äktenskap med Fleetwood, vars politiska inflytande därigenom hastigt ökades. 
Fleetwood sändes samma år som vicekung till Irland, där han sysslade med koloniseringen av Connaught och i hög grad gynnade de protestantiska sekterna. Hemkommen från Irland 1655, intog Fleetwood sedan till protektorns död en ledande ställning vid dennes hov. 
Fleetwood blev samma år en av de 12 "major-generals" Cromwell då utsåg, var medlem av dennes kortlivade överhus och påstods av ryktet till och med ha varit påtänkt av Cromwell till dennes efterträdare såsom protektor. 
Under Richard Cromwells protektorat var Fleetwood en tid arméns högste befälhavare, men förlorade så småningom sitt inflytande inom hären till Lambert och Monck samt avsattes av parlamentet i december 1659. 
Vid restaurationen undslapp Fleetwood alla efterräkningar och tillbragte sin återstående levnad i sträng tillbakadragenhet. Hans släktgren utslocknade på 1700-talet.